# Auzas
Auzas (okzitanisch: Ausàs) ist eine französische Gemeinde mit 222 Einwohnern (Stand 1. Januar 2022) im Département Haute-Garonne in der Region Okzitanien (zuvor Midi-Pyrénées). Die Einwohner werden als Auzasiens bezeichnet.

## Geographie
Auzas liegt am Ostrand des Plateaus von Lannemezan in der historischen Provinz Comminges, 15 Kilometer nordöstlich von Saint-Gaudens und etwa 65 Kilometer südwestlich von Toulouse. Die Fließgewässer im 7,89 km² umfassenden Gemeindegebiet entwässern nach Nordosten zur Noue. Auf dem Plateau Garrasse im Südosten der Gemeinde wird mit 413 m über dem Meer der höchste Punkt erreicht.
Umgeben wird Auzas von den acht Nachbargemeinden: 
| Cazeneuve-Montaut | Bouzin                                      | Aurignac   |
| Proupiary         | Kompassrose, die auf Nachbargemeinden zeigt | Le Fréchet |
| Arnaud-Guilhem    | Laffite-Toupière                            | Mancioux   |

## Bevölkerungsentwicklung
| Jahr                       | 1962 | 1968 | 1975 | 1982 | 1990 | 1999 | 2010 | 2017 | 2019 |
| -------------------------- | ---- | ---- | ---- | ---- | ---- | ---- | ---- | ---- | ---- |
| Einwohner                  | 187  | 170  | 175  | 163  | 142  | 132  | 193  | 239  | 231  |
| Quellen: Cassini und INSEE |      |      |      |      |      |      |      |      |      |

## Sehenswürdigkeiten

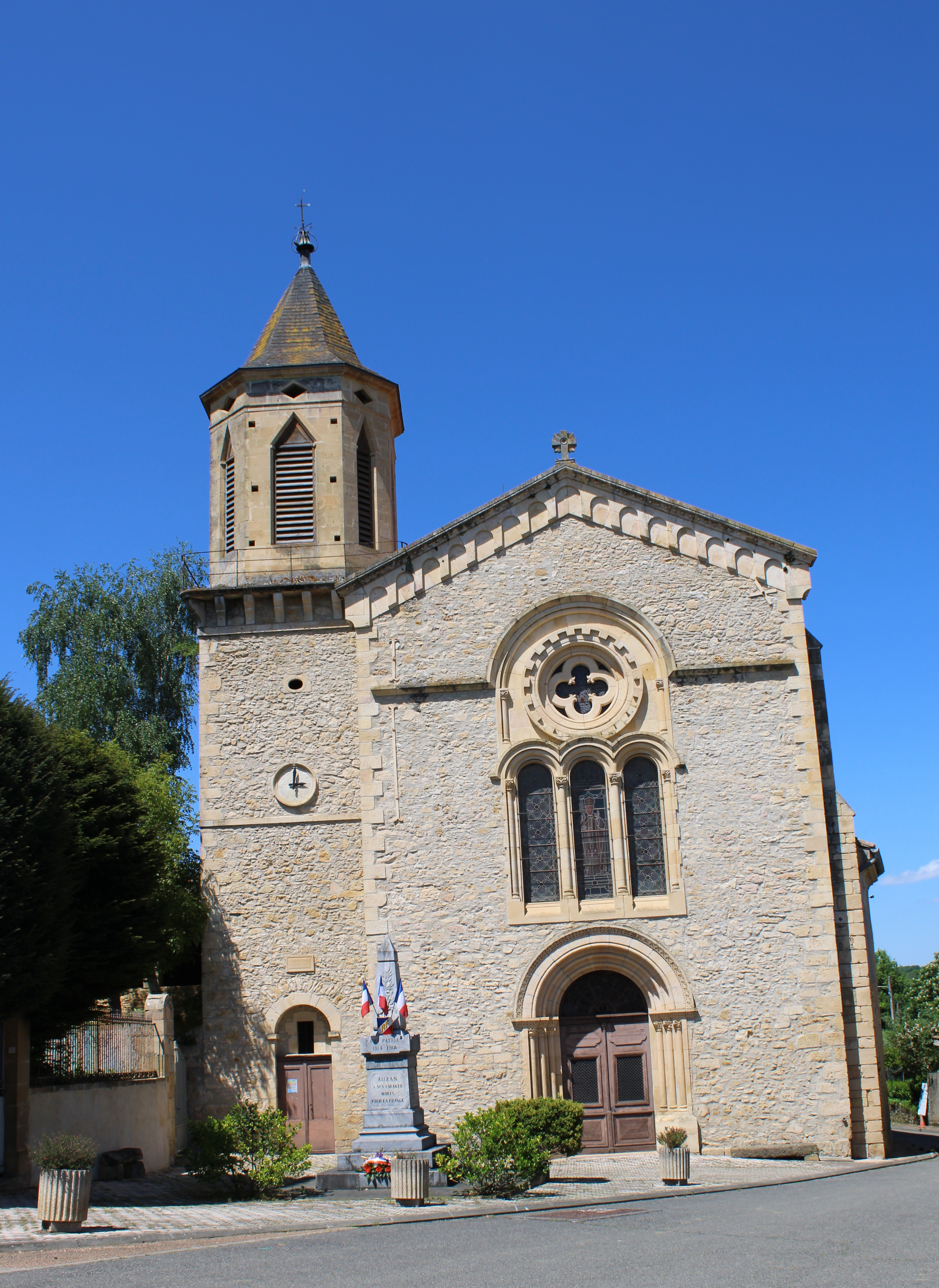
Kirche Saint-Félix

- Kirche Saint-Félix, erbaut im 17. Jahrhundert